# Pierre Bergeras
Pierre Bergeras est un homme politique français né le 28 février 1737 à Salies-de-Béarn (Basses-Pyrénées) où il est mort le 29 avril 1819.

## Biographie
Homme de loi, il est procureur général syndic du département en 1790, puis député des Basses-Pyrénées en 1791-1792. Président du tribunal civil de Pau en 1794, il est élu au Conseil des Anciens le 26 germinal an VII. Favorable au coup d'État du 18 Brumaire, il siège au Corps législatif jusqu'en 1805. Il est nommé maire de Salies-de-Béarn en 1814.
Il s'est marié à Paris le 26 février 1778 à Marie-Adelaide de Beaumont.

## Œuvres
- Opinion de Pierre Bergeras sur les troubles des colonies, Paris, Imprimerie Nationale, 1792
- (oc) Charpic ou lou marit Yelous, Orthez, 1904